# Collie Buddz

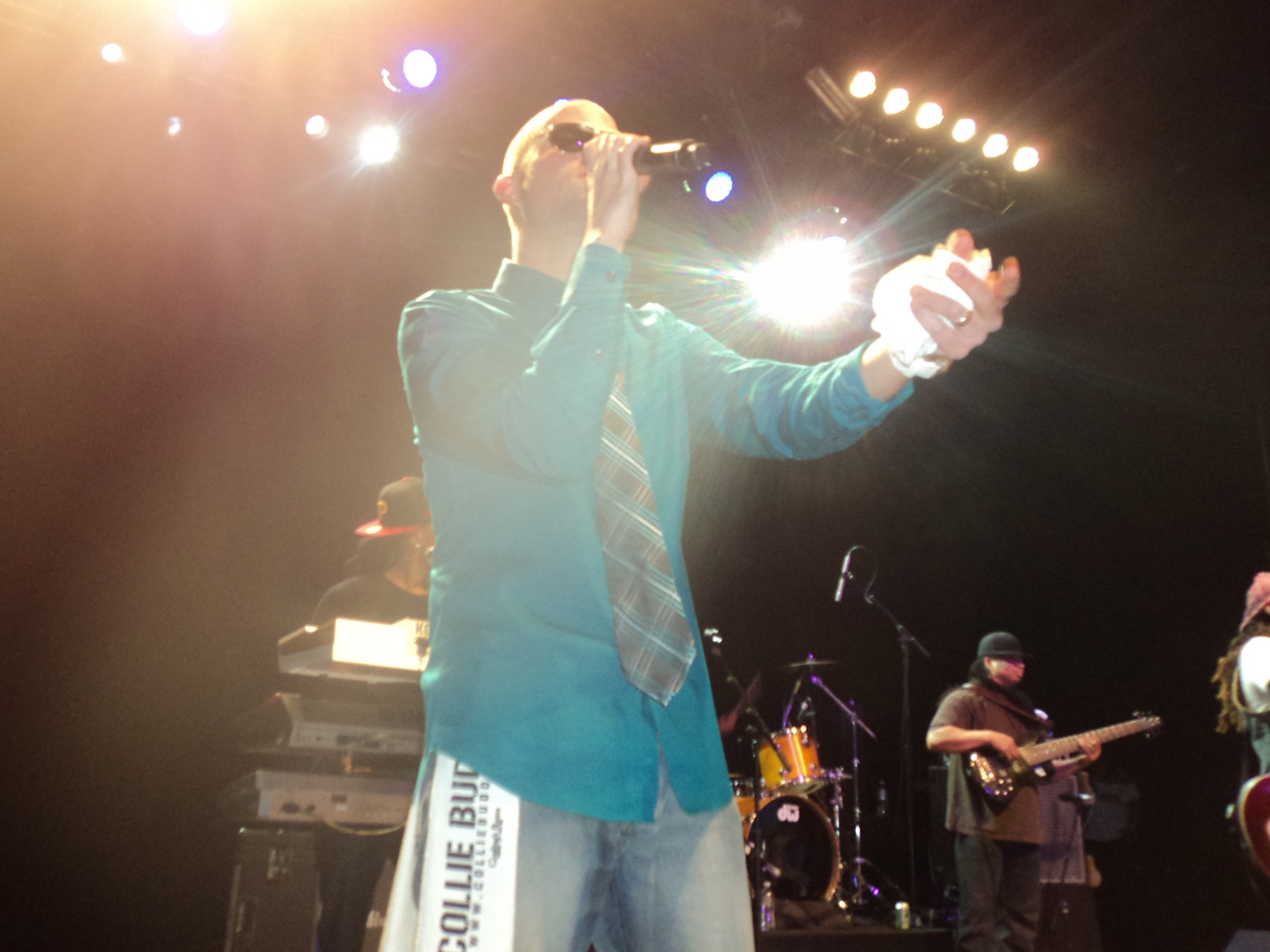
Collie Buddz (2012)

Collie Buddz (eigentlich Colin Harper; * 21. August 1984 in New Orleans, USA) ist ein Dancehall- und Reggae-Künstler aus Bermuda.
Bekannt wurde er 2006 mit der Single „Come Around“ vom Album „Collie Buddz“. Im Jahr 2009 erschien er bei einem Remix von Kid Cudis Single „Day 'n' Nite“. Auch auf Shaggys Album „Intoxication“ war Collie Buddz beim Song „Mad Mad World“ beteiligt.

## Diskographie

### Alben
- 2007: Collie Buddz
- 2009: On the Rock
- 2010: The Last Toke
- 2011: Playback
- 2017: Good Life
- 2023: Take It Easy

### Singles
- 2006: Come Around
- 2007: Blind to You
- 2007: Mamacita
- 2007: Tomorrow’s Another Day
- 2007: SOS
- 2007: My Everything
- 2007: She Lonely
- 2007: Let Me Know
- 2007: Sensimillia
- 2007: Wild Out
- 2007: The First Time
- 2008: She Gimme Love
- 2008: Young Girl
- 2008: Show Me What You Know
- 2008: Mary Jane
- 2008: Hustle
- 2008: Private Show
- 2009: Herb Tree
- 2009: Not For No Chain
- 2009: Eyez
- 2009: Now She Gone
- 2009: Fly Away
- 2009: Par Wid I Mon
- 2009: Serious
- 2010: Phone Call
- 2010: Good Enough
- 2010: Come Down
- 2012: Ganja Pipe
- 2012: Won’t be long
- 2014: Nice up yourself
- 2015: Smokin’ Love (mit Stick Figure, US: Gold)[2]